# أمازيغية تيديكلت
أمازيغية تيديكلت هي مجموعة لهجات أمازيغية يُتَحَدَّثُ بها في منطقة تيديكلت وسط الصحراء الجزائرية. تصنف أمازيغية تيدكيلت ضمن زناتية شمال الصحراء أحدى اللغات الزناتية، وتنقسم الى فرعين، لهجة تيديكلت ولهجة تيت. وتعتبر اليوم من اللغات المهددة بالانقراض، بحيث لا يتكلمها اليوم سوى 1000 شخص ويتناقص عدد المتحدثين بها سنويا. يمكن العثور على معظم هؤلاء المتحدثين في شمال غرب ولاية تمنراست بالجزائر. ويوجد أيضًا متحدثون بها في جنوبي المغرب وتونس.